# Earthquake Underground
Earthquake Underground ist ein US-amerikanischer Katastrophenfilm aus dem Jahr 2024 von Brian Nowak, nach einem Drehbuch von C. M. Dowling und M. L. Miller. Produziert wurde der Film vom Filmstudio The Asylum.

## Handlung
Architekt Brian besichtigt gemeinsam mit seiner Freundin Amy das Armada Hotel, einen riesigen Hotelkomplex in einem Wolkenkratzer, den er entworfen hat. Auf ihrer Besichtigungen in dem Neubau werden sie vom Projektleiter Reese begleitet. Plötzlich und unerwartet wird die Gegend von einem Erdbeben erschüttert, wodurch das Gebäude instabil wird. Sekunden später versinkt das Hochhaushotel senkrecht in einem gigantischen Erdriss. Da das Hotel noch nicht eröffnet wurde, sind zu diesem Zeitpunkt nur wenige Menschen in dem Gebäude.
Brian, Amy und Reese haben den Einsturz überlebt. Ersterer macht sich Sorgen um seine Freundin, da diese Diabetikerin ist. Davon, dass Amy schwanger ist, weiß er nichts. Sie beschließen, einen Weg aus dem unterirdischen Hotelhochhaus zu finden. Sie stoßen auf das Architektenpaar Deb und Joe, die Brian Vorwürfe machen, er hätte das Gebäude nicht ausreichend gegen Naturkatastrophen geschützt. Michael schließt sich wenig später ebenfalls der Gruppe an. Während ihrer Flucht aus dem Gebäude werden sie von Nachbeben, Störungen der Aufzüge und weiteren Unfällen bei ihrem Vorhaben behindert. So kommt es schließlich, dass die Gruppe voneinander getrennt wird und Brian und Amy alles versuchen wollen, sich wieder zu finden. Beim Versuch, Balken zu überqueren, stürzt Michael zu Tode.
Brian rettet sich in den Hauswirtschaftsraum und versucht den sich dort befindenden Notstromgeneratoren zum Laufen zu bringen. An der Oberfläche ist ein Rettungshubschrauber auf die Einsturzstelle aufmerksam geworden und spricht von weitreichender Zerstörung. Schließlich erreicht die Gruppe das ehemalige Dach des Hochhauses, bevor es droht, im Wasser zu versinken.

## Hintergrund
Der Film erschien in den USA am 18. April 2024 als Video-on-Demand auf Tubi. Seine deutsche Free-TV-Premiere feierte der Film am 15. November 2024 auf Tele 5.

## Rezeption
„Ein Trash-Katastrophenfilm mit einer um schlecht inszenierte Möchtegern-Spannungsmomente gestrickten Story, die immer mehr abstruse Wendungen aneinanderreiht. Das Interesse an den leblosen Figuren sinkt dabei rasch auf Nullniveau.“

Jim Morazzini erkennt in seiner Filmreview für Voices From The Balcony an, dass der Film aufgrund weniger Dialogszenen schneller ist als andere The-Asylum-Filmproduktionen. Die CGI-Effekte, die nur am Anfang und Ende des Films zu sehen sind, sind gewohnt schwach. Allerdings vertritt er die Meinung, dass das Blut „zur Abwechslung tatsächlich realistisch und nicht computergeneriert“ aussehe. Er findet den Film besser als erwartet und zählt ihn zu den stärkeren Filmen, die auf Tubi erschienen sind. Final erhält der Film eine Wertung von 2 von 5 möglichen Sternen.
Auf Rotten Tomatoes hat der Film aufgrund zu weniger Abstimmungen keine Bewertung. In der Internet Movie Database hat der Film bei über 130 Stimmenabgaben eine Wertung von 3,4 von 10,0 möglichen Sternen (Stand: November 2024).